# Unterseeboot 477
L'Unterseeboot 477 ou U-477 est un sous-marin allemand (U-Boot) de type VIIC utilisé par la Kriegsmarine pendant la Seconde Guerre mondiale.
Le sous-marin fut commandé le 10 avril 1941 à Kiel (Deutsche Werke), sa quille fut posée le 17 octobre 1942, il fut lancé le 3 juillet 1943 et mis en service le 18 août 1943, sous le commandement de l'Oberleutnant zur See Karl-Joachim Jenssen.
L'U-477 n'a ni endommagé ni coulé de navire au cours de l'unique patrouille (23 jours en mer) qu'il effectua.  
Il est coulé par l'aviation canadienne, à l'ouest de Trondheim, en juin 1944.

## Conception
Unterseeboot type VII, l'U-477 avait un déplacement de 769 tonnes en surface et 871 tonnes en plongée. Il avait une longueur totale de 67,10 m, un maître-bau de 6,20 m, une hauteur de 9,60 m et un tirant d'eau de 4,74 m. Le sous-marin était propulsé par deux hélices de 1,23 m, deux moteurs diesel Germaniawerft M6V 40/46 de 6 cylindres en ligne de 1400 cv à 470 tr/min, produisant un total de 2 060 à 2 350 kW en surface et de deux moteurs électriques Siemens-Schuckert GU 343/38-8 de 375 cv à 295 tr/min, produisant un total 550 kW, en plongée. Le sous-marin avait une vitesse en surface de 17,7 nœuds (32,8 km/h) et une vitesse de 7,6 nœuds (14,1 km/h) en plongée. Immergé, il avait un rayon d'action de 80 milles marins (150 km) à 4 nœuds (7,4 km/h; 4,6 milles par heure) et pouvait atteindre une profondeur de 230 m. En surface son rayon d'action était de 8 500 milles nautiques (soit 15 700 km) à 10 nœuds (19 km/h). 
L'U-477 était équipé de cinq tubes lance-torpilles de 53,3 cm (quatre montés à l'avant et un à l'arrière) qui contenait quatorze torpilles. Il était équipé d'un canon de 8,8 cm SK C/35 (220 coups) et d'un canon antiaérien de 20 mm Flak. Il pouvait transporter 26 mines TMA ou 39 mines TMB. Son équipage comprenait 4 officiers et 40 à 56 sous-mariniers.

## Historique
Il reçut sa formation de base au sein de la 5. Unterseebootsflottille jusqu'au 31 mai 1944, puis il intégra sa formation de combat avec la 6. Unterseebootsflottille. 
Sa première patrouille est précédée d'un court trajet de Kiel à Kristiansand. Elle commença réellement le 15 avril 1944 au départ de Kristiansand.
Le 3 juin 1944, il fut attaqué et coulé par des charges de profondeur lancées par un Catalina canadien du No. 162 Squadron RCAF (en), à l'ouest de Trondheim, à la position 63° 59′ N, 1° 37′ E.
Les 51 membres d'équipage meurent dans cette attaque.

## Affectations
- 5. Unterseebootsflottille du 18 août 1943 au 31 mai 1944 (Période de formation).
- 6. Unterseebootsflottille du 1er juin 1944 au 3 juin 1944 (Unité combattante).

## Commandement
- Oberleutnant zur See Karl-Joachim Jenssen du 18 août 1943 au 3 juin 1944.

## Patrouilles
|       | Commandant                 | Départ      | Départ       | Arrivée     | Arrivée      | Jours    | Succès |
| ----- | -------------------------- | ----------- | ------------ | ----------- | ------------ | -------- | ------ |
|       | Oblt. Karl-Joachim Jenssen | 13 mai 1944 | Kiel         | 15 mai 1944 | Kristiansand | 3 jours  |        |
| 1     | Oblt. Karl-Joachim Jenssen | 15 mai 1944 | Kristiansand | 3 juin 1944 | Coulé        | 20 jours |        |
| Total | Total                      | Total       | Total        | Total       | Total        | 23 jours | 0 t    |

Note : Oblt. = Oberleutnant zur See